# Serafín Martínez
Serafín Martínez Acevedo (O Rosal, Pontevedra, 14 de febrero de 1984) es un ciclista español que fue profesional desde 2007 hasta 2010.
Antes de convertirse en profesional, fue tercero en el Campeonato de España de ciclocrós en categoría pre-juveniles en 2000 y tercero en el Campeonato de España de ruta sub-23 en 2006.
Tuvo un gran período de inactividad por una lesión en una pierna que lo obligó a pasar por el quirófano. Entre sus principales logros como profesional destacan el haber sido nueve días líder de la clasificación de la montaña en la Vuelta a España 2007 en su primera participación en la prueba. Tras haber alcanzado varias fugas durante las primeras etapas, hubo de abandonar antes de la decimocuarta etapa de la carrera.
En febrero de 2011 hizo oficial su retirada tras no encontrar equipo con el que continuar compitiendo.

## Resultados en Grandes Vueltas
| Carrera | Carrera         | 2007 | 2008 | 2009  | 2010 |
| ------- | --------------- | ---- | ---- | ----- | ---- |
|         | Giro de Italia  | —    | —    | 142.º | —    |
|         | Tour de Francia | —    | —    | —     | —    |
|         | Vuelta a España | Ab.  | 90.º | 39.º  | 63.º |

—: no participa
Ab.: abandono

## Equipos
- Karpin/Xacobeo (2007-2010)
  - Karpin Galicia (2007)
  - Xacobeo Galicia (2008-2010)